# Карлово намести
«Карлово намести» (чеш. Karlovo náměstí — Карлова площадь) — станция пражского метрополитена. Расположена на линии B между станциями «Андел» и «Народни тршида».
Находится в пражском районе Нове-Место, недалеко от одноимённой площади (точнее, под несколькими домами в сторону от площади к площади Палацкого и реке Влтаве). Была открыта 2 ноября 1985 года в рамках первой очереди линии B.

## Интересные места рядом со станцией
Вход на станцию располагается рядом с Карловой площадью, которая является самой большой площадью в Чехии. Недалеко находится Танцующий дом.

## Характеристика станции
«Карлово намести» — пилонная трёхсводчатая станция глубокого заложения. Глубина станции — 40 м, а длина — 165 м, включая технические помещения. Длина среднего туннеля такая же, как и длина платформ.
Внутренняя обделка состоит из железобетонных тюбингов (станционные туннели к другим станциям имеют железобетонную обделку). Облицовка состоит из стеклянных блоков (автор идеи — Франтишек Визнер), размещённых на плёнке бежевого цвета. Такие варианты оформления использовались и на других станциях 1, 2 и 3 очередей линии B. Такие же блоки, несмотря на их большой размер, использовались и на станции «Йинонице». Стены в переходах облицованы безопасным стеклом CONNEX (как почти на всех станциях линии B).

## Вестибюли
На станции два вестибюля, соединённых с платформами эскалаторными туннелями. Используются эскалаторы советского типа. Первый, северный вестибюль — подземный, с пятью выходами. Находится примерно посередине Карловой площади и позволяет переход на трамвайную остановку. При строительстве мультифункционального объекта, который находится над ним с начала XXI века, планировалось временное закрытие и реконструкция вестибюля.
Второй вестибюль тоже подземный и находится под площадью Палацкого. Представляет собой продольный зал размером 95x13 м. Переходит в тротуар в сторону Житковых садов.

## История
Строительство станции, проходившее в 1979–1985 годах, стоило 711 млн чехословацких крон, и стало самым дорогим строительством станции первой очереди линии B. Высокие расходы обусловлены двумя выходами из станции, эскалаторами (размещёнными под вестибюлями) и более сложными условиями, чем у других станций.

### Наводнение 2002 года
Станция была затоплена сильнейшим за последние 500 лет наводнением и должна была быть осенью 2002 года реконструирована. Это означало, что после откачки воды произойдет полная замена всей электротехники, облицовки верхних частей всех трёх тоннелей и контроль и очистка эскалаторов. Станция возобновила работу 9 декабря 2002 года, но выход на пл. Палацкого был открыт лишь 12 марта 2003 года. В 2006 году также были отремонтированы короткие эскалаторы у выходов из станции.